# Melsunger FV 08
Der Melsunger FV 08 ist ein 1908 gegründeter Sportverein im nordhessischen Melsungen. Im vom Handballverein MT Melsungen dominierten Sportgeschehen der Stadt fristet der M.F.V. eher ein Schattendasein und trat überregional nur ein Mal in Erscheinung, als er im DFB-Pokal 1978/79 bis in die zweite Hauptrunde vordrang. Im Ligabetrieb spielt die erste Mannschaft seit Mitte der 1960er Jahre meist auf der zweithöchsten hessischen Ebene, auf die sie zuletzt mit dem Aufstieg in die Verbandsliga Hessen im Jahr 2019 zurückkehrte. Die Reservemannschaft, auch „Zwitte“ genannt, spielt seit dem Aufstieg im Jahr 2013 in der Kreisoberliga Schwalm-Eder. Neben Fußball wird im Verein auch Tischtennis gespielt.

## Geschichte
Im Jahr 1908 wurden in Melsungen gleich zwei Fußballvereine gegründet, der FC Viktoria (am 1. Juni) sowie der FV Arminia. Beide vereinigten sich bereits im Jahr darauf zum heutigen Melsunger Fußball-Verein 08. Nach dem Ersten Weltkrieg, am 1. August 1920, wurde der Verein auf der bis dahin als Ziegenweide genutzten Freundschaftsinsel an der Fulda heimisch. Hier entwickelte sich ein reges Vereinsleben, neben Fußball wurde zu dieser Zeit auch Leichtathletik betrieben, überregional trat die Mannschaft vor dem Zweiten Weltkrieg allerdings nicht in Erscheinung.
Nach dem Krieg musste der MFV zunächst mit den anderen örtlichen Vereinen unter dem Namen Sportvereinigung Melsungen antreten, die aber 1949 wieder in die an ihr beteiligten Vereine aufgelöst wurde. Anfang der 1950er Jahre erlebte die Mannschaft des MFV 08 um den Chemnitzer Erich Haake eine erste kurze Blütezeit. Man spielte in der 2. Amateurliga Hessen, seinerzeit die vierthöchste Spielklasse, und gewann 1951 den Bezirkspokal. Bereits 1953 folgte jedoch ein bis in die B-Klasse führender Absturz und in der Folgezeit sehr schwankende Leistungen. 1959 konnte zwar der Bezirkspokal ein weiteres Mal gewonnen werden, bis zu einer Rückkehr in die 2. Amateurliga mussten die Anhänger des Klubs aber noch bis 1964 warten. Im Jahr darauf verpasste der MFV zwar zunächst die Qualifikation für die neu eingerichtete Gruppenliga, setzte sich aber schon 1965/66 in einem spannenden Meisterschaftsrennen gegen Eintracht Großenritte durch und stieg erneut in Liga vier auf.
14 Jahre, von 1966 bis 1980, hielt sich der Melsunger FV nun ununterbrochen in der zweithöchsten hessischen Spielklasse, der Gruppenliga Nord bzw. ab 1978 der Landesliga Nord. Herausragend waren hierbei die Spielzeiten 1972/73 und 1973/74, als die Mannschaft um Walter Obijou um den Aufstieg in die Hessenliga mitspielte und 1974 mit nur drei Punkten Rückstand auf Staffelmeister BC Sport Kassel auf Platz vier abschloss – die bis dahin beste Platzierung der Vereinsgeschichte. Überregional machte der FV Melsungen 1978 im Pokal auf sich aufmerksam. Nachdem man auf hessischer Ebene Hessen Kassel sowie den FSV Bergshausen ausgeschaltet hatte, war man erstmals für die Hauptrunde des DFB-Pokals qualifiziert. In der ersten Runde des Wettbewerbs 1978/79 setzte man sich beim saarländischen Vertreter SV Bliesen mit 3:2 durch, musste dann aber zum Zweitligisten SpVgg Bayreuth reisen, wo der MFV mit 0:6 chancenlos war.
Die Teilnahme am DFB-Pokal war zugleich für lange Zeit der letzte sportliche Höhepunkt im Melsunger Fußballgeschehen, denn bereits 1980 stieg man unerwartet aus der Landesliga ab und fristete nunmehr ein Dasein als „Fahrstuhlmannschaft“ zwischen Bezirksoberliga und Landesliga. Als die Blau-Weißen 1997/98 wieder einmal auf die Landesligaebene zurückgekehrt waren, lag am Ende der zweiten Spielzeit nach dem Aufstieg, 1998/99, erstmals nach 25 Jahren wieder ein Aufstieg in die Hessenliga in Reichweite, doch am Rundenende wurde dieses Ziel mit Rang 3 und 10 Punkten Rückstand auf Meister KSV Baunatal verfehlt. Zwischenzeitlich wieder auf die Bezirksebene zurückgefallen, feierte der FV 08 im Jubiläumsjahr 2008 ein einjähriges Gastspiel in der nunmehr unter dem Namen „Verbandsliga“ firmierenden Spielklasse, dort konnte man sich bis zum Abstieg im Jahr 2017 halten. Seit 2019 gehört der Melsunger FV 08 erneut der Verbandsliga Hessen an und ist mit insgesamt mehr als 30-jähriger Zugehörigkeit der „dienstälteste“ Verein der zweithöchsten hessischen Amateurklasse.

## Tischtennisabteilung
Neben Fußball wird beim Melsunger FV auch Tischtennis gespielt. Die Abteilung ging aus dem 1946 gegründeten TTV Grün Weiß Melsungen hervor, der sich 1958 dem MFV 08 anschloss.